# Panicum impeditum
Panicum impeditum är en gräsart som beskrevs av Georg Oskar Edmund Launert. Panicum impeditum ingår i släktet vipphirser, och familjen gräs. Inga underarter finns listade i Catalogue of Life.